# Cratere Mistretta
Mistretta  è un cratere sulla superficie di Marte.